# 范阳迈—世
范陽邁一世（？—431年），5世紀前半期林邑国国王（在位：420年 - 431年）。420年即位。421年，向中国南朝宋遣使朝贡。

## 传記資料
- 《南史》

| 前任： 范敌文 | 占城第三王朝第1代王 420年 - 431年 | 繼任： 范阳迈二世 |